# Jō Inoue
Jō Inoue (japanisch 井上 丈 Inoue Jō; * 21. Mai 1994 in der Präfektur Toyama) ist ein japanischer Fußballspieler.

## Karriere
Inoue erlernte das Fußballspielen in den diversen Jugendmannschaften des japanischen Erstligisten Albirex Niigata. Seinen ersten Vertrag unterschrieb er im Juli 2013 beim deutschen Oberligisten SV Gonsenheim. Für den Verein aus dem Mainzer Stadtteil Gonsenheim stand er eine Saison unter Vertrag. Zwanzigmal spielte er mit dem Verein in der Oberliga Rheinland-Pfalz/Saar. Anfang 2015 wechselte er zurück nach Japan zum Drittligisten Grulla Morioka. Für den Verein absolvierte er in drei Jahren 33 Ligaspiele und erzielte dabei zwei Treffer. Anschließend wechselte er weiter zum Viertligisten Cobaltore Onagawa und von 2019 bis 2022 spielte er beim Ligarivalen Veertien Mie. Hier bestritt er 70 Viertligaspiele. Die Saison 2023 stand er beim Fünftligisten Toyama Shinjo Club unter Vertrag. Mit dem Verein aus Shinjō spielte er siebenmal in der Hokushin'etsu Football League (Div.1). Nach einer Spielzeit wechselte er in die Kansai Soccer League (Div.1). Hier schloss er sich in Wakayama dem Fünftligisten Arterivo Wakayama an.